# Desze
Desze (románul: Desești, jiddisül דעסעשט) falu Romániában, Máramaros megyében, a történeti Máramarosban.

## Fekvése
Máramarosszigettől 23 kilométerre délre, a Mára folyó bal partján található.

## Nevének eredete
Neve valószínűleg telepítőjére utal, akiről nem maradt fenn adat. A Desa a délszlávban ma is megtalálható Desimir személynév változata. 1360-ban v. olachalis Deszehaza, 1364-ben Dezefalwa, 1442-ben Dese alakban írták.

## Története
Első említésekor Lajos királytól Drágus kenéz kapta meg vitézségéért nemesi birtokként. Később túlnyomóan kisnemesi falu volt, 1720-ban 25 nemesi és hét jobbágyportát írtak benne össze. 1786-ban lakossága még vegyesen görögkatolikus és ortodox hitet vallott, később teljesen görögkatolikus hitre tért.
1838-ban 723 görögkatolikus és 8 zsidó vallású lakosa volt.
1880-ban 894 lakosából 770 volt román és 84 német anyanyelvű; 877 görögkatolikus, 71 zsidó és 9 római katolikus vallású.
2002-ben 974 lakosából 972 volt román nemzetiségű; 888 ortodox és 40 görögkatolikus vallású.

## Látnivalók
- A Jászvásári Szent Piroska ortodox (korábban görögkatolikus) fatemplom hét másik Máramaros megyei fatemplommal együtt a Világörökség része. A templom 1770-ben tölgyfagerendákból, patakkő alapzatra épült. Szentélye sokszög záródású, héjazata két ereszből áll. A kevés tornác nélküli fatemplom közé tartozik. Belsejét a nemesbudafalvi Radu Munteanu és Gheorghie Vișovan festették ki 1780-ban. Az előtér fő témája az utolsó ítélet. A legérdekesebb kép a tűzfolyamot ábrázolja, amely a kárhozott lelkeket a Leviatán szájába sodorja. A hajó boltozatán Jézus látható angyalokkal és Szűz Máriával, a falakon pedig ószövetségi jelenetek. Szodoma és Gomora városát a festők bűneik miatt fejjel lefelé ábrázolták. 1920-ban, a karzat építésekor a festés egy része is elpusztult. A szentély falainak festményei a rájuk rakódott korom miatt nem látszanak. Az ikonosztázt 1778–80-ban Alexandru Ponehalschi készítette, készíttetője pedig Pop János Părșinar volt.
- Maria Pop népi textilgyűjteménye.

## Híres emberek
- Többször tartózkodott itt Nichita Stănescu költő.
- Itt született 1937-ben Petre Got költő.

## Képek

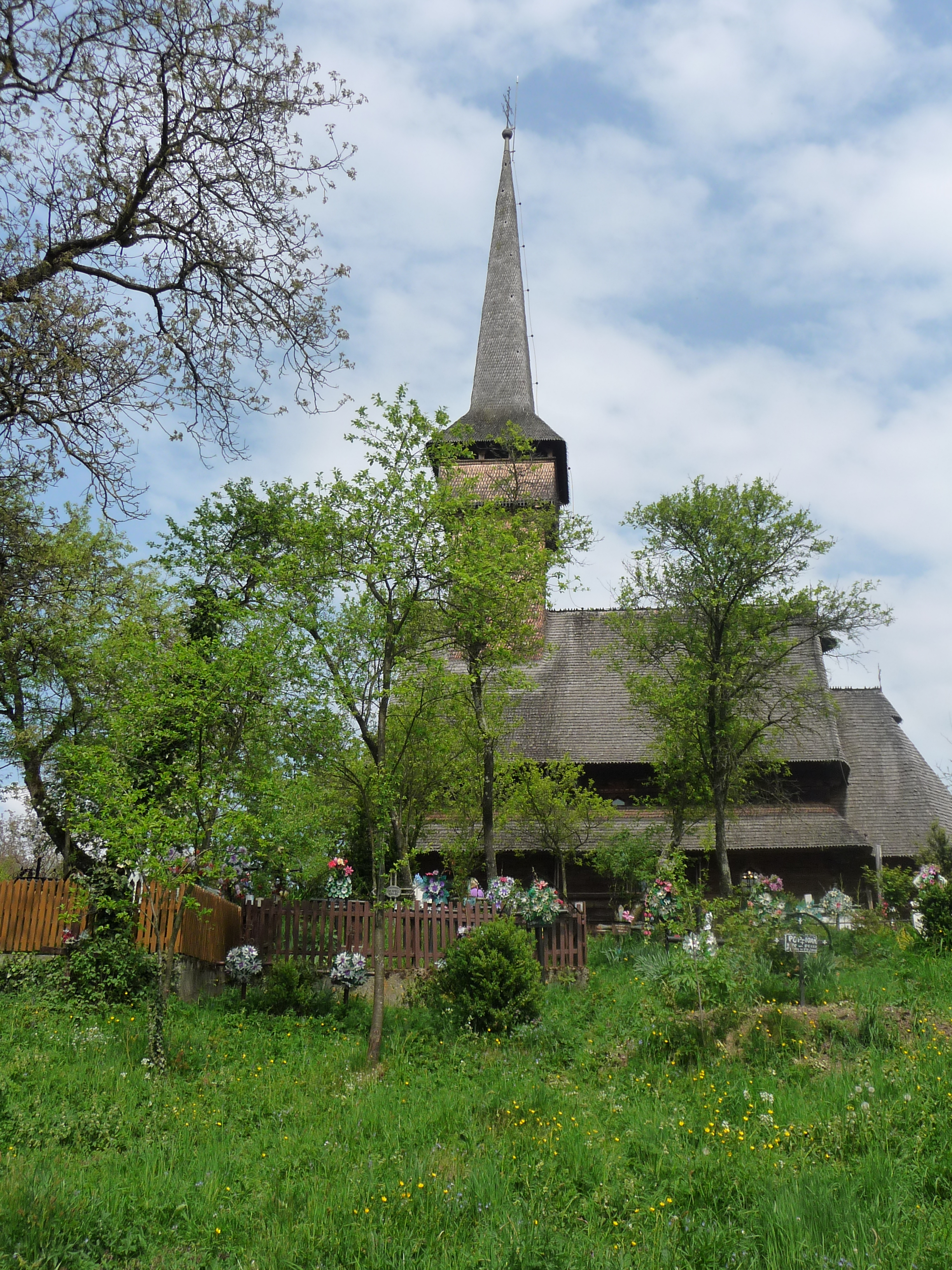
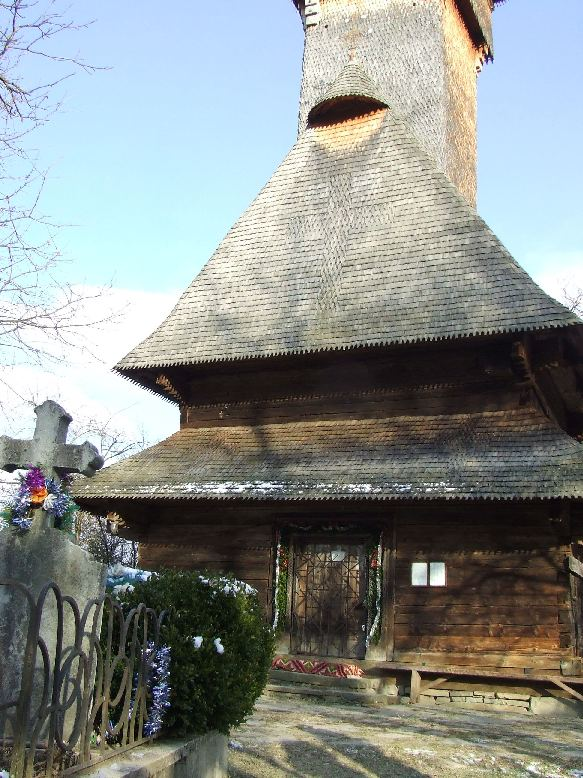
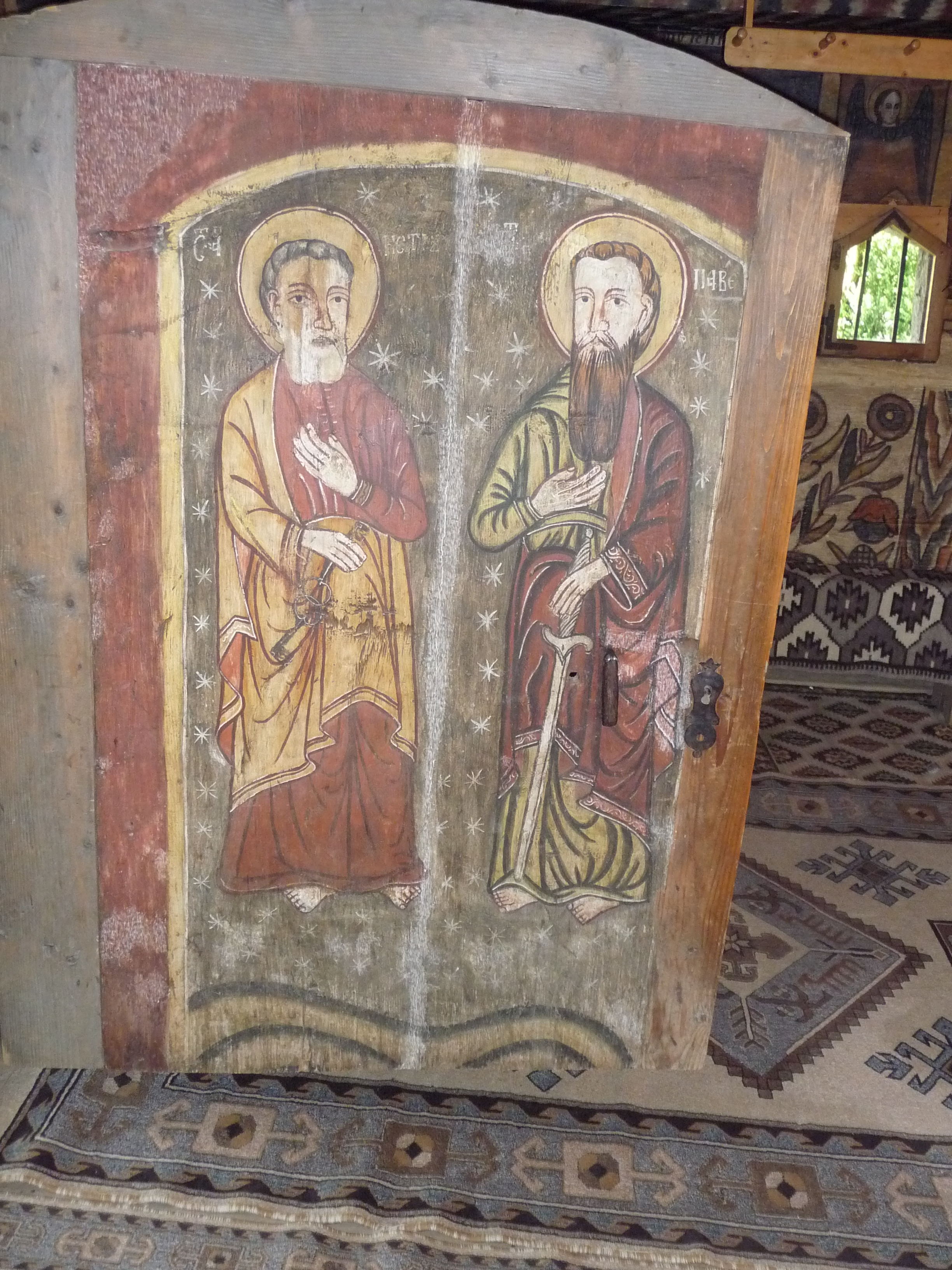
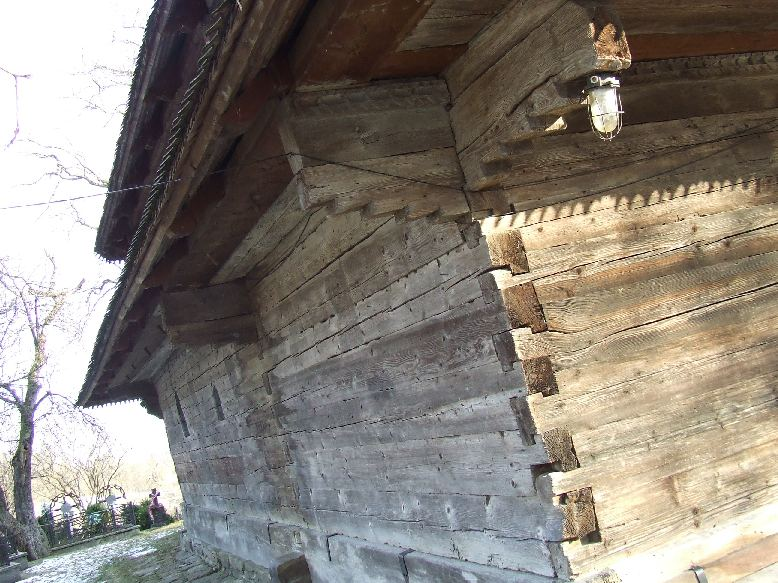
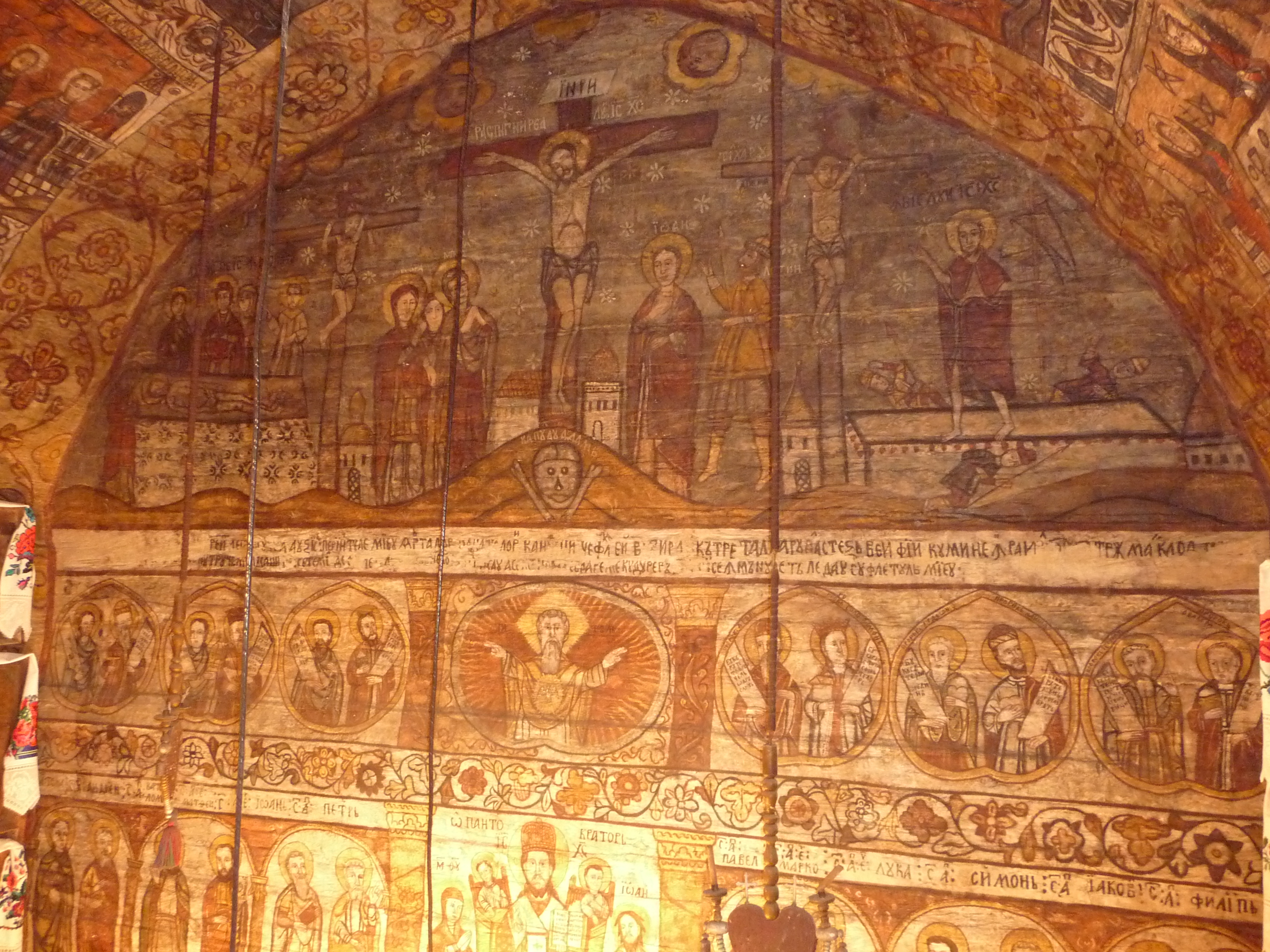
Az ikonosztáz
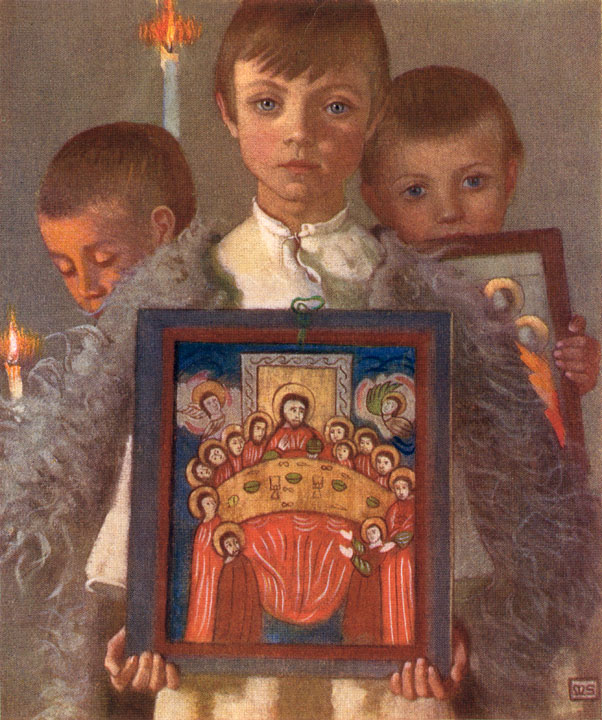
Marianna Stokes festményei 1909-ből: Körmenet részlete
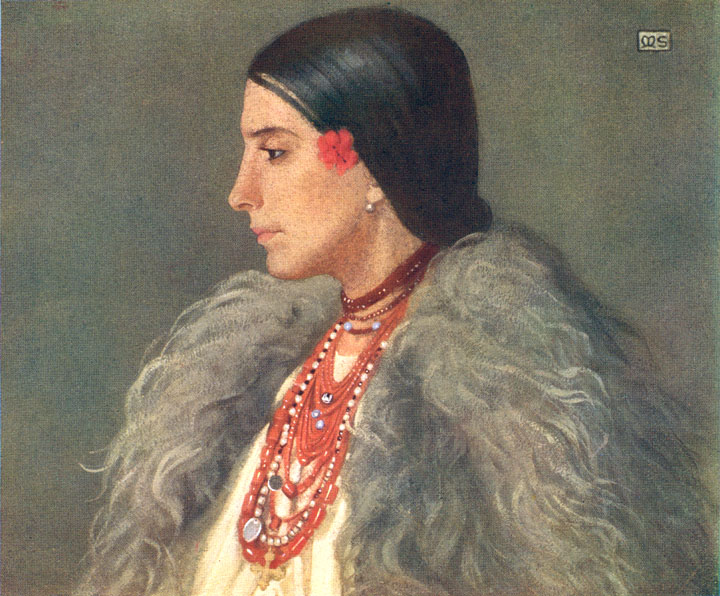
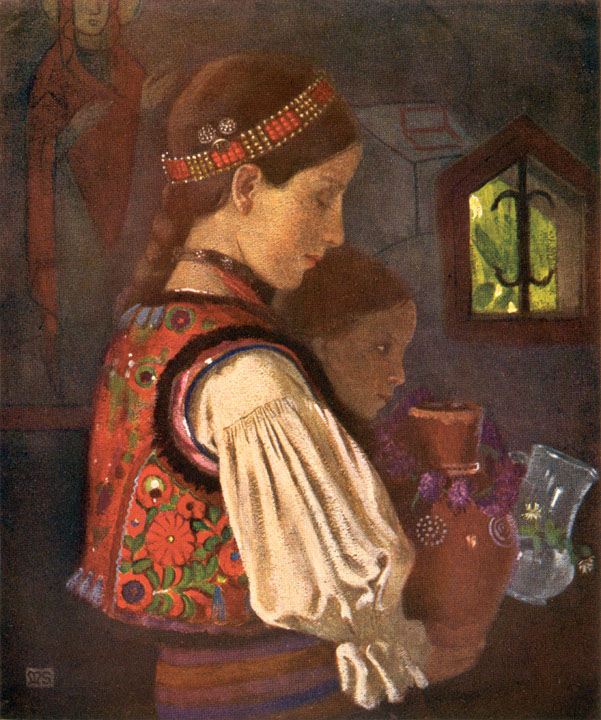
Vízszentelésre érkező gyermekek
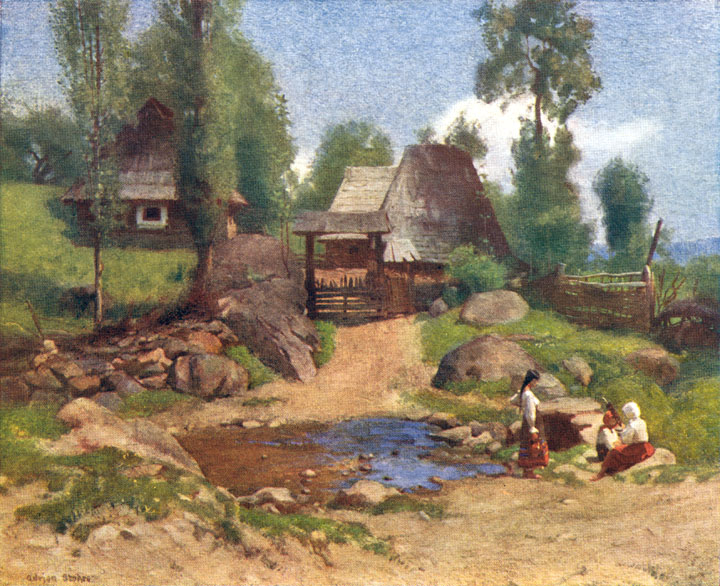
Deszei román porta (Adrian Scott Stokes festménye 1909-ből)
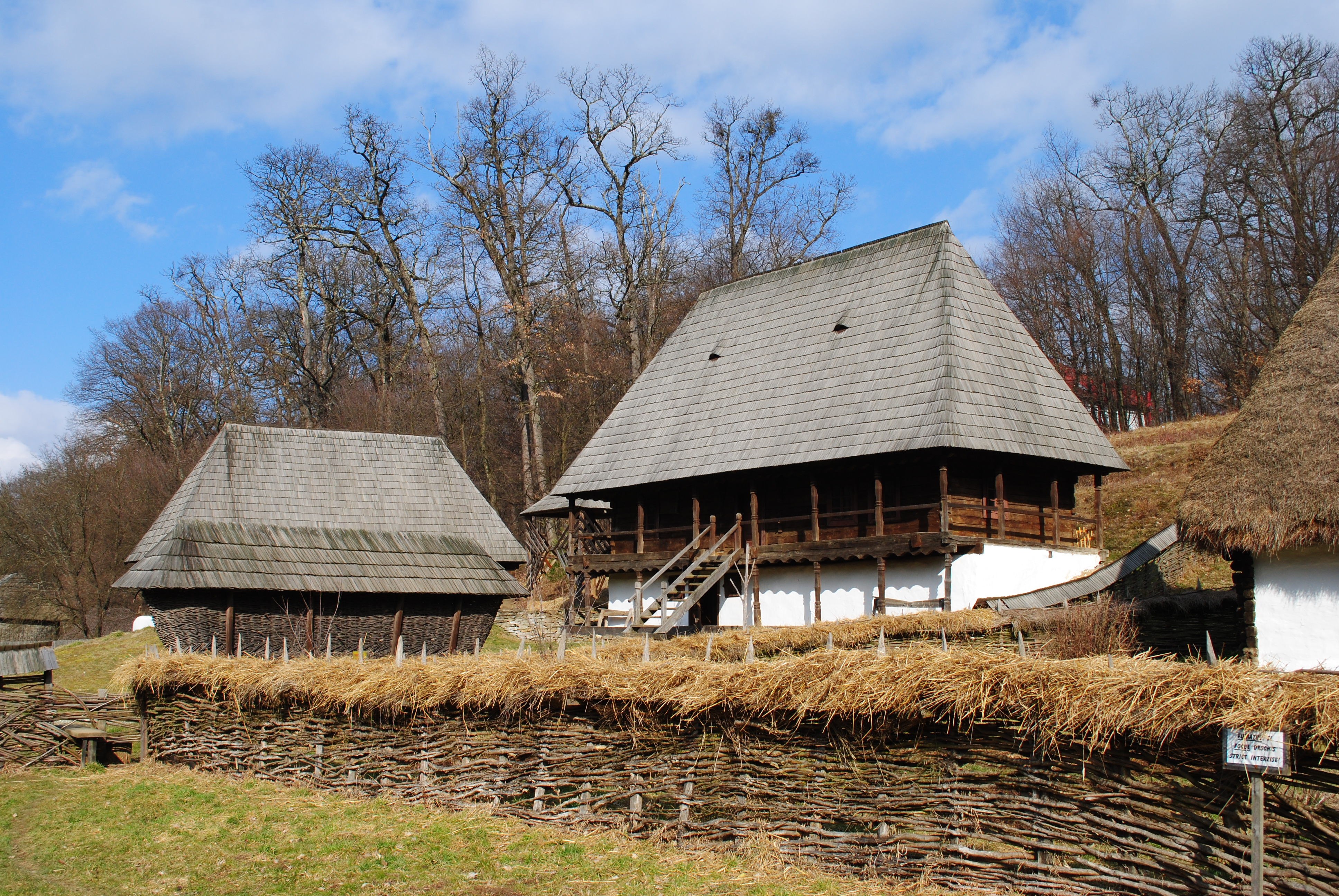
Deszei nemes cséplőgazda portája a nagyszebeni szabadtéri néprajzi múzeumban